# Miguel Ángel de Castro

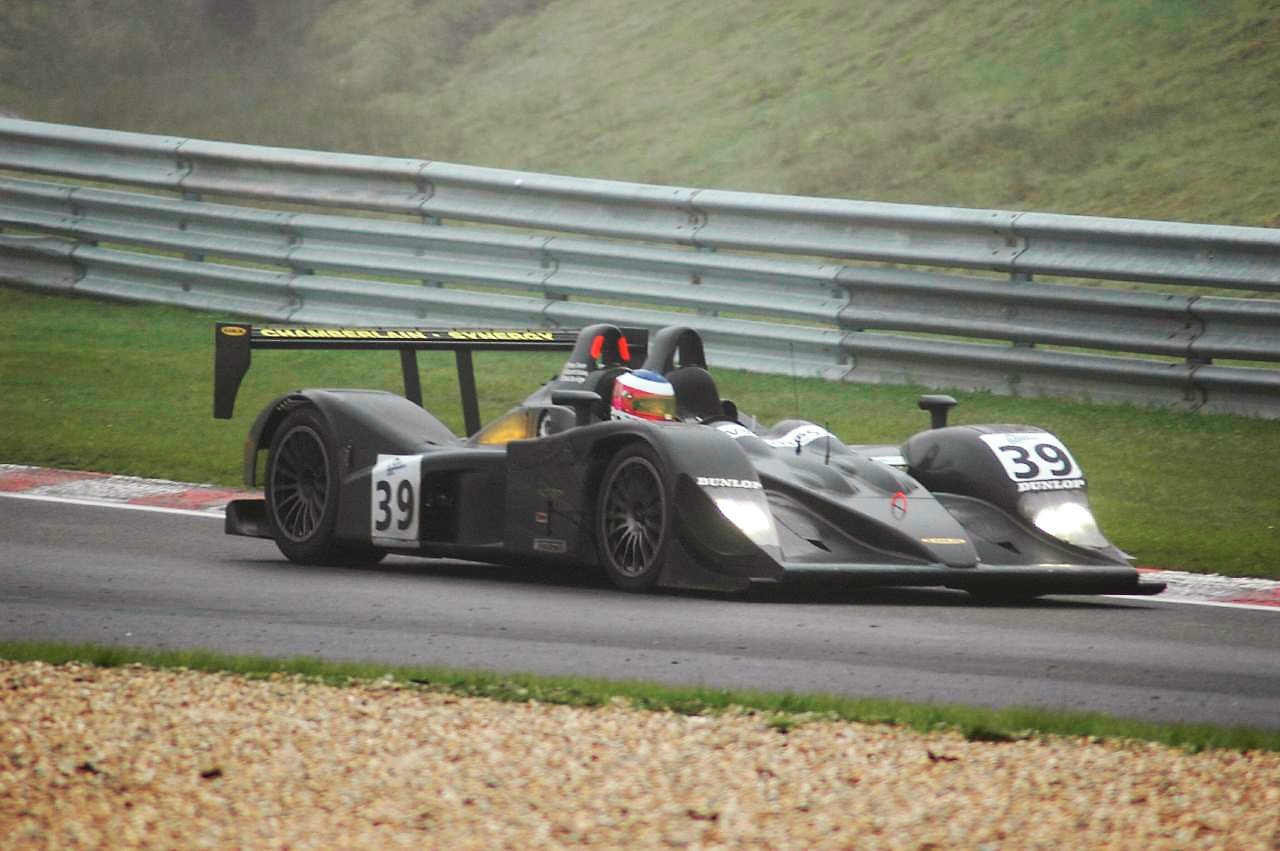
Der Lola B05/40 mit dem Miguel Ángel de Castro beim 24-Stunden-Rennen von Le Mans 2006 am Start war

Miguel Ángel de Castro (* 5. April 1970 in Ávila) ist ein ehemaliger spanischer Autorennfahrer und Rennstallbesitzer.

## Karriere als Rennfahrer
Miguel Ángel de Castro kann auf eine mehr als 25 Jahre dauernde Karriere als Rennfahrer zurückblicken, die 1991 begann und 2016 endete. Erste Erfolge gelangen ihm in den 1990er-Jahren mit Meisterschaftssiegen in der spanischen Formel-Ford-Meisterschaft (1991) und 1994 im spanischen Porsche Cup.
Er zählte zu den Rennfahrern, die in den 1990er-Jahren GT- und Sportwagen- sowie Monopostorennen parallel bestritten. Neben Einsätzen in der Internationalen Formel-3000-Meisterschaft und der Open Fortuna by Nissan fuhr er in der spanischen Tourenwagen-Meisterschaft und der BPR Global GT Series. In den 2000er-Jahren startete er regelmäßig in der spanischen GT-Meisterschaft, den International GT Open und ab 2004 in der neu geschaffenen Le Mans Series. Bis zum Ende seiner Karriere nahm er an 116 Sportwagenrennen teil, von denen er zehn gewinnen konnte. Dazu kamen sechs Klassensiege. 
1995 gab er sein Debüt beim 24-Stunden-Rennen von Le Mans, wo ihm bei vier Einsätzen keine Platzierung im Schlussklassement gelang. 2008 war er Teammitglied von Epsilon Euskadi und fuhr den Euskadi ee1, mit dem er einen Monat davor beim 1000-km-Rennen von Spa-Francorchamps den elften Gesamtrang erreicht hatte. In Le Mans fiel der Wagen nach einem Defekt an der Kraftübertragung aus.

## Statistik

### Le-Mans-Ergebnisse
| Jahr | Team                                | Fahrzeug            | Teamkollege               | Teamkollege   | Platzierung | Ausfallgrund     |
| ---- | ----------------------------------- | ------------------- | ------------------------- | ------------- | ----------- | ---------------- |
| 1995 | Heico Motorsport                    | Porsche 911 GT2     | Alfonso de Orléans-Borbón | Tomás Saldaña | Ausfall     | Unfall           |
| 2006 | Chamberlain-Synergy Motorsport      | Lola B05/40         | Miguel Amaral             | Warren Hughes | Ausfall     | Defekt           |
| 2007 | Quifel ASM Team Racing for Portugal | Lola B05/40         | Miguel Amaral             | Warren Hughes | Ausfall     | Unfall           |
| 2008 | Epsilon Euskadi                     | Epsilon Euskadi ee1 | Ángel Burgueño            | Adrián Vallés | Ausfall     | Kraftübertragung |